# バイロケーション
バイロケーション（英: Bilocation）とは、超常現象の一つで、同一の人間が同時に複数の場所で目撃される現象、またはその現象を自ら発現させる能力を指す。「一身二ヶ所存在」と表現されることもある。

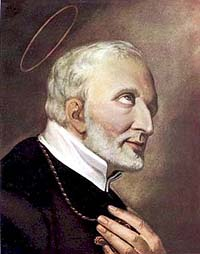
1774年、アルフォンソ・デ・リゴリはミサの準備中にトランス状態になったと主張した。トランス状態から抜け出したとき、瀕死のローマ教皇クレメンス14世のベッドサイドを訪れたと述べた。

## 概要
体外離脱（人間の意識が体から分離する現象）の一つとも見なされており、遠隔透視（リモートビューイング）の際に意識が体を離れ、透視対象の傍にあるように感じられる現象の表現でもある。本体から分離した分身は本人と見なされることも多いが、分身の行動はどこかぎこちなく、周囲からの声にも反応しないことが特徴ともいう。
ピタゴラス、ティアナのアポロニウス、大アントニオス、ピオ神父、フランスの教師エミリー・サジェなどがバイロケーションの例として報告されている。予言者として伝えられるノストラダムスも、バイロケーションによって分離させた第2の体を別の時間や空間へ飛ばすことで予言を行なっていたという説もある。ただし、こうした例は単なる噂か又聞きに過ぎず、信用できないと主張する懐疑論者も存在しており、疑似科学と見なされることもある。

## 類例
バイロケーションはドッペルゲンガーと似ており、両者がほぼ同じ意味で用いられることもあるが、ドッペルゲンガーのほうは、本人の意思に関係なく生じる場合を含むのに対し、バイロケーションは自分の意志でほかの場所に姿を現すという意味合いが強い。
またバイロケーションの事例では、短時間の間に到底移動不可能な距離の場所で目撃されたという談が多いため、テレポーテーションとの判断が難しい事例も多い。